# Anarsia lineatella
Anarsia lineatella là một loài bướm đêm thuộc họ Gelechiidae. It is commonly được tìm thấy ở châu Âu, nhưng nó được du nhập vào California in the 1880s.
Sải cánh dài 11–14 mm. The moths are on wing từ tháng 6 đến tháng 8 tùy theo địa điểm.
Ấu trùng ăn các loài Prunus, bao gồm Prunus avium, Prunus spinosa, Prunus domestica và Prunus insititia. Tại California, A. lineatella là một loài sâu bệnh đáng kể đối với các đồn điền trồng hạnh nhân.

## Hình ảnh

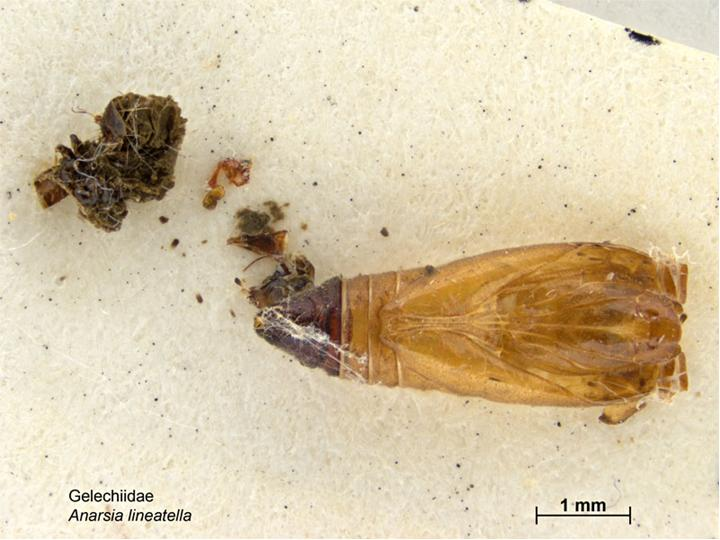
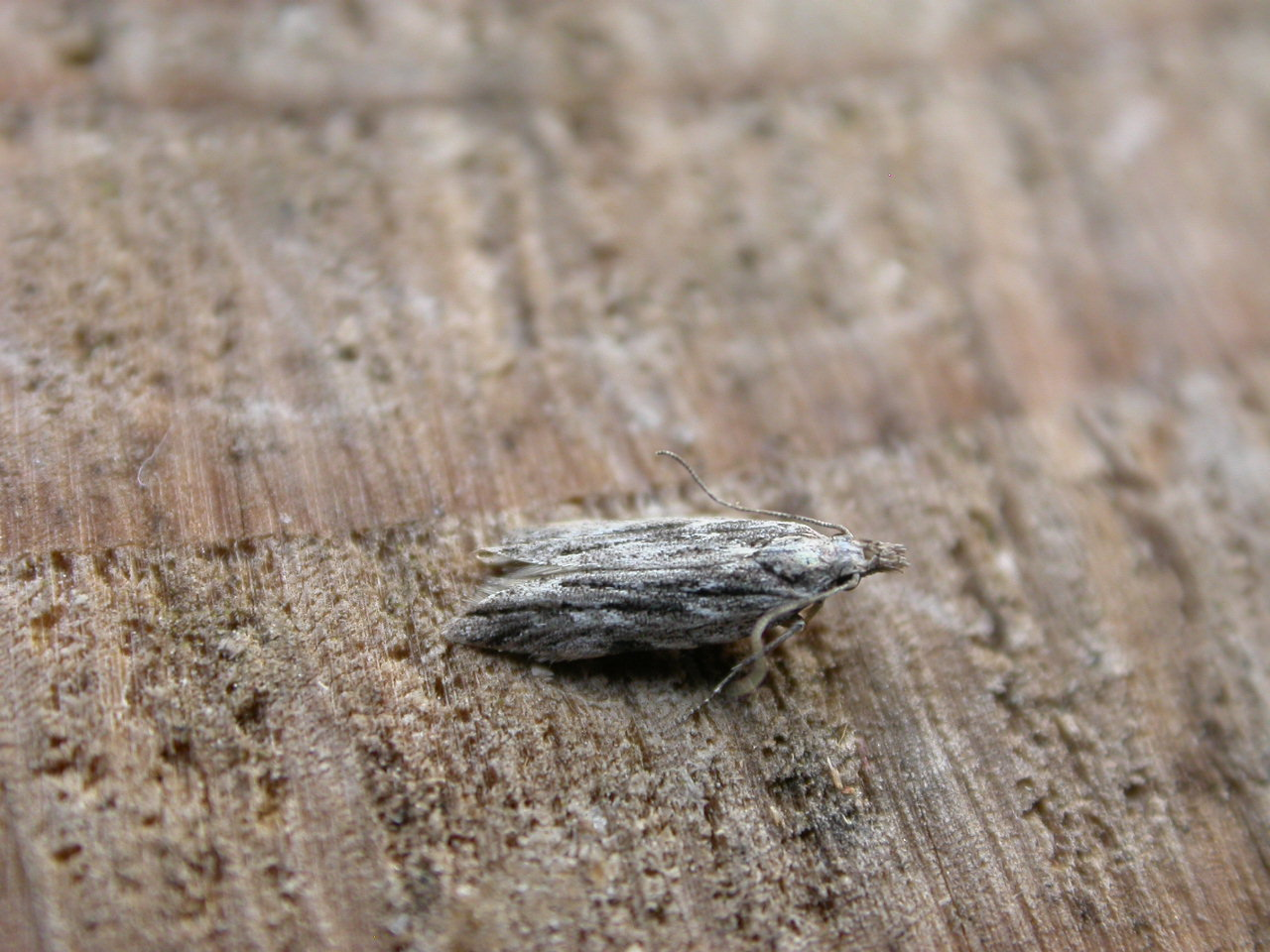
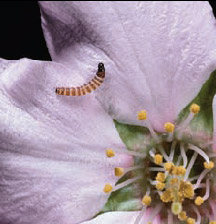